# B&B Italia
B&B Italia S.p.A. è un'azienda italiana fondata nel 1966 a Novedrate produttrice di mobili, arredi e altri oggetti per la casa.

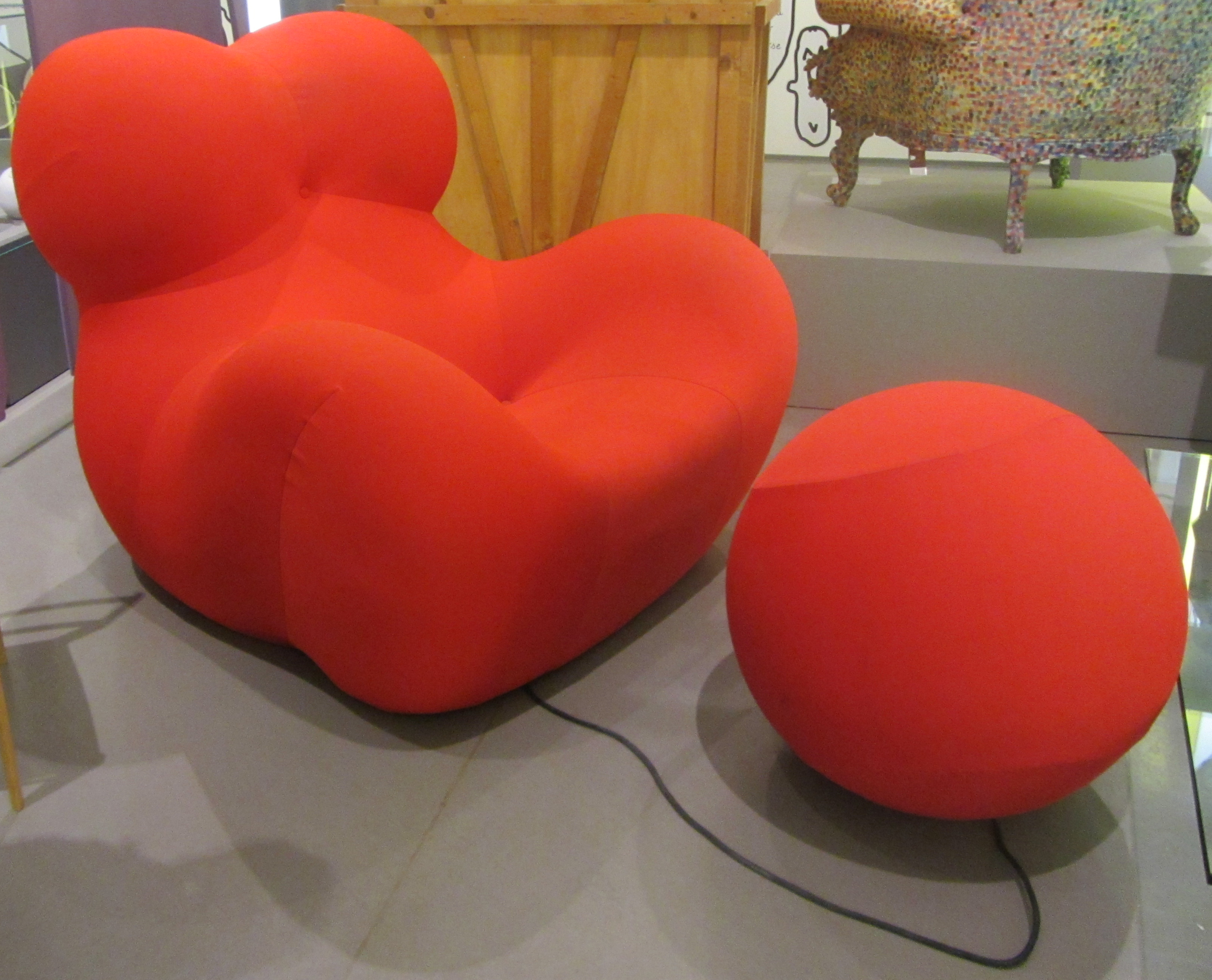
La Mama (1969)

## Storia

### Gli inizi come C&B
L'azienda è fondata nel 1966 dal già noto Cesare Cassina, della famiglia proprietaria dell'omonima azienda, e dal più giovane Piero Ambrogio Busnelli come C&B (Cassina & Busnelli) con l'idea di fare ricorso alle tecnologie più innovative per ottenere una produzione più ampia in un periodo in cui la produzione di mobili è ancora legata all'abilità artigianale.
Negli anni sessanta, tramite la tecnologia dello stampaggio ad iniezione scoperta a Londra da Busnelli, vengono prodotti vari elementi d'arredo come Up senza telaio (design Gaetano Pesce), Coronado (design Afra e Tobia Scarpa) con due sole viti da assemblare, Lombrico (design Marco Zanuso) e Amanta (Mario Bellini). Nel 1966 l'azienda sviluppa in collaborazione con un rappresentante della Bayer la tecnologia del poliuretano a freddo schiumato in stampi e l'applica alla produzione di arredi imbottiti. Coronado di Afra e Tobia Scarpa è il primo imbottito che utilizza questa tecnologia. Nel 1969 realizza Serie Up con il designer Gaetano Pesce, la prima collezione di sedute poltrona confezionata “sottovuoto” in grado di ottenere, nella sua massima contrazione, fino al 90% in meno della cubatura.

### B&B Italia - dagli anni settanta al 2000
Del 1972 è il lancio del prodotto Le Bambole, con il design di Mario Bellini e premiato col Compasso d'oro lo stesso anno, con una campagna pubblicitaria di Oliviero Toscani che ha come protagonista la musa di Andy Warhol, Donna Jordan, in jeans, gambe col tacco in aria e a seno nudo. Busnelli commissiona a un giovane Renzo Piano, allora ventitreenne associato a Richard Rogers, il progetto della sede centrale B&B Italia a Novedrate. L'edificio, ultimato nel 1973, è costituito da una unità sospesa all'interno di una struttura in tubolari di acciaio e vetro che anticipa l'architettura del famoso Centre Pompidou di Parigi, disegnato successivamente dagli stessi architetti.
Nel 1973 Busnelli rileva le quote di Cassina e modifica il nome dell'azienda in B&B Italia (dove il primo B, diceva quasi per scherzo, indicava le banche che gli avevano dato aiuto nell'iniziativa). Nel 1974 viene progettato l'armadio Sisamo, il primo armadio con un sistema brevettato di apertura ad ante complanari che nel 1984 vince il premio Compasso d'oro vinto nuovamente nel 1987 per il sistema di sedute Sity progettate da Antonio Citterio e, l'anno successivo, viene assegnato all'azienda “per il costante lavoro di integrazione svolto al fine di coniugare i valori della ricerca tecnico scientifica con quelli necessari alla funzionalità ed espressività dei prodotti”.
In quel periodo si affianca a Piero ("Pierino") Busnelli il primo dei figli, Giorgio (poco più che ventenne), in seguito entreranno in azienda anche Giancarlo nel 1976 e Emanuele nel 1991. Proprio nel 1991, quando la società stipula una joint venture con la Costa Crociere per l'arredo delle navi (della cosa vuole occuparsi direttamente Pierino Busnelli che scomparirà a 88 anni nel gennaio 2014), Giorgio assumerà la guida dell'azienda avviandone la fase d'internazionalizzazione.

### Anni 2000 e 2010
Nel 2003 il 51,4% di B&B Italia (che ha come advisor JP Morgan) è ceduto al fondo Opera, una start up nel settore. Mentre i fratelli Busnelli si focalizzazno sul centro ricerche, la gestione dell'azienda va a un nuovo team di manager con risultati che Giorgio Busnelli definirà poi "discutibili": in otto anni cambiano tre direttori e diciotto dirigenti mentre sono continue le richieste di riduzione dei costi. Così nel 2011 (in azienda è già entrata la terza generazione con Massimiliano, figlio di Giorgio) i Busnelli si ricomprano per una sessantina di milioni quanto hanno venduto e ritornano ad avere il controllo della società.
Negli anni 2011-2012 nasce Husk, la famiglia di sedute progettata da Patricia Urquiola e Tobi-Hishi, design Barber & Osgerby, dopo che in precedenza sono nate Bend-Sofa sempre di Urquiola e la libreria ShelfX di Naoto Fukasawa. Nel marzo 2012 l'azienda acquisisce il 25% di Moooi, società olandese di design fondata da Marcel Wanders e Casper Vissers e specializzata in complementi d'arredo e illuminazione.
Dopo aver rifiutato offerte di due multinazionali (il gruppo Knoll, quotato a Wall Street, e Haworth, proprietario di Poltrona Frau, Cassina e Cappellini), nel giugno 2015 i Busnelli cedono l'80% del capitale di B&B Italia al fondo di private equity Investindustrial di Andrea Bonomi. La gestione dell'azienda resta comunque nelle mani di Giorgio Busnelli, socio di minoranza con il fratello Emanuele.  Nel settembre 2016 B&B Italia entra nel segmento delle cucine di alta gamma rilevando il 70% di Arcilinea, azienda vicentina della famiglia Fortuna che rimane come socia di minoranza con Silvio Fortuna alla presidenza.

### Nasce Flos B&B Italia Group
Dall'ingresso di The Carlyle Group nel piano di design di Investindustrial, nasce nel settembre 2018 Flos B&B Italia Group con l'obiettivo di creare il polo italiano dell'interior design di alta gamma per poi diventarlo a livello internazionale. Fanno parte della nuova società, guidata da Gabriele Del Torchio, i marchi già controllati da Investindustrial: Flos, B&B Italia e la danese Louis Poulsen.

## Dati economici
Il gruppo B&B Italia detiene i marchi B&B Italia, Maxalto, Azucena ed Arclinea e ha raggiunto 201,4 milioni di ricavi nel 2019  con l'export che incide per oltre l'80%. Le vendite in 80 paesi attraverso una rete di 10 flagship stores, 70 negozi monomarca e 1000 rivenditori.

## Premi e riconoscimenti
- 1979 - Le Bambole di Mario Bellini - Compasso d'oro
- 1984 - Sisamo di Studio Kairos - Compasso d'oro
- 1987 - Sity di Antonio Citterio - Compasso d'oro
- 1989 - B&B Italia - Compasso d'oro all'azienda per “il costante lavoro di integrazione svolto al fine di coniugare i valori della ricerca tecnico scientifica con quelli necessari alla funzionalità ed espressiva dei prodotti”.
- Gennaio 2012 - Husk, Doyl, Beverly - IMM Cologne interior innovation award – winner
- Gennaio 2012: Husk – IMM Cologne interior innovation award - Best of best 2012
- Aprile 2012: Husk-Outdoor – Elle Decoration design awards – Winner of outdoor category
- Novembre 2012: Michel – Interior Design Award [U.S.A] – Best of year awards
- Gennaio 2013: Tobi-Ishi – 2013 Wallpaper* Design Awards - “Best Dining Table” nella categoria “Best domestic Design”.

## Progettisti e designer
- Antonio Citterio
- Patricia Urquiola
- Naoto Fukasawa
- Gaetano Pesce
- Paolo Piva
- Jeffrey Bernett
- Studio Kairos
- Zaha Hadid
- Edward Barber e Jay Osgerby
- Afra e Tobia Scarpa
- Mario Bellini
- Gabriele e Oscar Buratti
- Atelier OÏ
- C. Gerhards e A. Glücker
- Chris Howker
- David Chipperfield
- Jakob Wagner
- Jean-Marie Massaud
- Marcel Wanders
- Monica Armani
- Nicole Aebischer
- Roberto Barbieri
- Naoto Fukasawa
- Uwe Fischer